# Округ Мора (Њу Мексико)
Мора (енгл. Mora County) је округ у америчкој савезној држави Њу Мексико.

## Демографија
По попису из 2010. године број становника је 4.881, што је 299 (-5,8%) становника мање него 2000. године.
| Група             | 2000.         | 2010.         |
| Белци             | 877 (16,9%)   | 873 (17,9%)   |
| Афроамериканци    | 5 (0,1%)      | 32 (0,7%)     |
| Азијати           | 6 (0,1%)      | 13 (0,3%)     |
| Хиспаноамериканци | 4.229 (81,6%) | 3.953 (81,0%) |
| Укупно            | 5.180         | 4.881         |